# Verantwortliche Elektrofachkraft
Verantwortliche Elektrofachkraft (Abkürzung VEFK) ist eine „Person, die als Elektrofachkraft Fachverantwortung trägt und darüber hinaus mit der Wahrnehmung von Unternehmerpflichten hinsichtlich der elektrotechnischen Anforderungen beauftragt ist“ (DIN VDE 1000-10).

## Grundsätzliches
Die Fachverantwortung für das ordnungsgemäße und sichere Ausführen der ihr übertragenen Aufgaben trägt jede Elektrofachkraft (DIN VDE 105-100) selbst. Die fachliche Verantwortung, die der Unternehmer trägt, muss indes durch eine Aufbauorganisation des Unternehmens sichergestellt werden. Dazu ist es in vielen Fällen sinnvoll oder gar notwendig, bzw. rechtlich vorgegeben eine VEFK zu bestellen. Die der VEFK obliegenden Verpflichtungen verbleiben ohne eine schriftliche Benennung beziehungsweise Bestellung bei der Unternehmensführung. Eine stillschweigende oder mündliche Benennung einer VEFK ist nicht wirksam. Die Bestellung von nicht geeigneten Personen fällt unter das Gesetz über Ordnungswidrigkeiten.

## Rechtliche Aspekte
Gemäß Arbeitsschutzgesetz ist der Unternehmer als Arbeitgeber verpflichtet, Sicherheit und Gesundheit der Beschäftigten bei der Arbeit sicherzustellen. Dabei muss er sich den Vorgaben unterschiedlicher Regelsetzer bedienen.
Gemäß § 3 Arbeitsschutzgesetz (ArbSchG) hat er dazu unter Berücksichtigung der Art der Tätigkeiten „für eine geeignete Organisation zu sorgen“ und gemäß § 7 ArbSchG „zu berücksichtigen, ob die Beschäftigten befähigt sind, die für die Sicherheit und den Gesundheitsschutz bei der Aufgabenerfüllung zu beachtenden Bestimmungen und Maßnahmen einzuhalten“.
Im Rahmen der zu treffenden Organisationsstrukturen im Bereich der Elektrotechnik sind die allgemein anerkannten Regeln der Technik (a.a.R.d.T.) umzusetzen, insbesondere die VDE-Normen, welche über die Nennung in § 49 Energiewirtschaftsgesetz (EnWG) einen sehr hohen Stellenwert zugesprochen bekommen. Ein Beispiel ist hierfür die DIN VDE 1000-10 „Anforderungen an die im Bereich der Elektrotechnik tätigen Personen“.
Der Unternehmer/Arbeitgeber kann bei Anwendung der DIN VDE 1000-10 die sogenannte Vermutungswirkung für sich in Anspruch nehmen, richtig und damit nicht schuldhaft gehandelt zu haben. Wird von der DIN VDE 1000-10 abgewichen, muss die mindestens gleichwertige Erfüllung der Sicherheit im Vergleich zu den entsprechenden a.a.R.d.T. im Vorfeld schriftlich nachgewiesen werden und führt aus juristischer Sicht zur Beweislastumkehr im Fall eines Schadensereignisses.
Werden vom Unternehmer/Arbeitgeber die zuvor genannten rechtlichen Rahmenbedingungen nicht beachtet, droht nach § 823 des Bürgerlichen Gesetzbuches (BGB) in Verbindung mit § 26 ArbSchG ein Organisationsverschulden für den Unternehmer/Arbeitgeber. Zusätzlich sind nach einem Unfall eines Mitarbeiters auch zivilrechtliche Folgen im Rahmen eines Prozesses für den Unternehmer/Arbeitgeber bzw. dem verantwortlichen Vorgesetzten möglich.
Sind der Unternehmer/Arbeitgeber oder seine eingesetzten Führungskräfte (z. B. disziplinarische Vorgesetzte) selbst keine Elektrofachkräfte, sollten sie keine fachliche Verantwortung für einen elektrotechnischen Betrieb bzw. Betriebsteil eines Unternehmens übernehmen (z. B. für die Planung, den Bau, den Betrieb von elektrischen Anlagen und Betriebsmitteln sowie für die Auswahl und den Einsatz von im Bereich der Elektrotechnik tätigen Personen wie EUP, EFKFT oder EFK). Seitens DIN VDE 1000-10 wurde daher die Qualifikationsstufe der Verantwortliche Elektrofachkraft geschaffen, als eine Möglichkeit der betrieblichen Organisation zur Übertragung von Rechten und Pflichten.
Eine Verantwortliche Elektrofachkraft handelt fachlich stets „weisungsfrei“, d. h. mit ihrer Bestellung wurde ihr ein Teil der Unternehmer- und Arbeitgeberverantwortung übertragen. Daher ist die Verantwortliche Elektrofachkraft schriftlich, gemäß § 13 ArbSchG und § 9 Abs. 2 des Gesetzes über Ordnungswidrigkeiten (OWiG), zu beauftragen. Bei der Beauftragung sind der Verantwortungsbereich (z. B. elektrotechnischer Gesamtbetrieb oder Teilbereiche der Elektrotechnik) und die Befugnisse zu regeln. Eine Definition des Bereichs ist neben formaljuristischen Aspekte auch sinnvoll, um den genauen Umfang der Verantwortung zu definieren. Dies kann sowohl orts-, themen- oder personenspezifisch definiert sein – insbesondere bei einer Unternehmensstruktur mit mehreren VEFKs.
Als VEFK kann sowohl ein sozialversicherungspflichtiger Angestellter, ein freier Mitarbeiter oder ein externer Dienstleister bestellt werden. Es steht dem Unternehmer frei, die Rolle der VEFK auch bewusst selbst zu übernehmen. Hierzu ist keine eigene Bestellung erforderlich, da der Unternehmer ohne eine VEFK automatisch deren Verantwortung trägt. Es ist bei mehreren Verantwortlichen in einem Unternehmen (z. B. bei mehreren Gesellschaftern oder Geschäftsführern) sinnvoll, auch in diesem Kontext Aufgaben abzugrenzen und einer natürlichen Person zuzuordnen.

## Aufgaben einer Verantwortlichen Elektrofachkraft
Eine Verantwortliche Elektrofachkraft nach Abschnitt 4.4 der DIN VDE 1000-10 übernimmt einen Teil der Verantwortung des Unternehmers, nämlich die Fachverantwortung für einen elektrischen Betrieb oder Betriebsteil. Die schriftliche Beauftragung ist somit auch eine Delegation von Verantwortung. Die VEFK übt eine Leitungsfunktion aus, sie leitet – mindestens fachlich – einen elektrotechnischen Betrieb oder Betriebsteil.
Eine VEFK ist nach Abschnitt 5 der DIN VDE 1000-10 in allen Fragen, die die Einhaltung der elektrotechnischen Sicherheitsfestlegungen betreffen, weisungsfrei. Eine VEFK übt somit im Bereich der Elektrotechnik, des Arbeits- und Gesundheitsschutzes, aber auch innerhalb der Betriebsorganisation eine wichtige Funktion im Unternehmen aus. Ihre Beauftragung ist konsequenterweise die Folge einer Personalentscheidung eines Unternehmers. Dieser muss dabei die grundsätzlichen Kriterien der DIN VDE 1000-10 bei der Personalauswahl beachten.

## Qualifikation
Für die Ausübung der Tätigkeit als VEFK ist eine Qualifikation als
- staatlich geprüfter Techniker,
- Industriemeister,
- Handwerksmeister,
- Diplomingenieur, Bachelor oder Master

im Berufsfeld Elektrotechnik erforderlich. Für andere Ausbildungsgänge ist die hierfür notwendige Qualifikation gesondert nachzuweisen.
Des Weiteren muss die Verantwortliche Elektrofachkraft über notwendige Kenntnisse und Erfahrungen (zeitnahe Tätigkeit in ausreichendem Umfang) sowie Kenntnisse der einschlägigen Normen und Techniken verfügen, um die ihr übertragenen Arbeiten beurteilen und mögliche Gefahren erkennen zu können. Der Nachweis einer kontinuierlichen Weiterbildung und der Erhalt des Wissensstandes ist ebenso notwendig (siehe auch Technische Regeln für Betriebssicherheit hier TRBS 1203 als Beispiel).
Neben der formalen und fachlichen Ausbildung spielt auch die persönliche und ggf. körperliche Eignung eine große Rolle. Sollte sich diese beispielsweise im Fall eines Unfalls als nicht gegeben herausstellen, so gerät gegebenenfalls der Unternehmer bzw. Verantwortliche im Sinne des § 14 StGB wieder in den strafrechtlichen Fokus bei einer Ermittlung wegen Organisationsverschuldens.